# Здание ратгаузского суда
Здание ратгаузского суда — бывшее административное, а ныне жилое здание в Выборге, построенное в XVII веке и получившее современный облик в результате перестройки в XIX веке по проекту архитектора Б. И. Аминова. Расположенный на углу Прогонной и Подгорной улиц в центре города Выборга трехэтажный дом в стиле русского классицизма включён в перечень памятников архитектуры.

## История
Трёхэтажное каменное здание — один из старейших выборгских домов. Его первоосновой стал остов древнего строения, возведённого, вероятно, ещё до перепланировки, проведённой после опустошительных пожаров по первому регулярному плану Выборга 1640 года, составленному шведским инженером А. Торстенсоном. Подвальные помещения до сих пор разделены почти напополам толстой каменной стеной, видимо, когда-то служившей внешней. После прокладки согласно новому плану Скотопрогонной улицы дом вывели к ней фасадом и продлили вдоль красной линии в юго-восточном направлении. В те времена на улице селились богатые и влиятельные горожане: среди ранних владельцев дома упоминаются чиновник магистрата, фельдшер и пристав. С 1738 по 1793 год дом принадлежал семейству самого богатого выборгского купца — Юхана Векрута (Weckrooth; в литературе встречаются варианты «Йохан Векруут, Векроот»), владельца смолокурни, лесопилен и флотилии. Он скупил и перестроил несколько выборгских домов, самый известный из которых остался в истории как дом Векрута. Но наследник Юхана Векрута Филипп быстро промотал огромное состояние отца, и здание отошло в казну. 
В конце XVIII века после очередного пожара, уничтожившего значительную часть городской застройки, в доме разместились губернское правление и казённая палата. Предполагалось, что это временная мера: согласно утверждённому в 1794 году императрицей Екатериной II новому плану Выборга, на главной городской площади началось возведение ансамбля общественных зданий в стиле классицизма, в которых и должны были разместиться учреждения Выборгского наместничества, но вскоре при Павле I наместничество было снова преобразовано в Выборгскую губернию с изменением системы учреждений и строительством казарм вместо здания присутственных мест. При том, что в бывшем «хоромном строении» купца Векрута располагались, помимо губернского правления и казённой палаты, также уездное казначейство и некоторые судебные органы, оно не могло вместить все подразделения губернской и уездной администрации. В условиях отсутствия соответствующего здания некоторые учреждения в разное время размещались других домах, таких, как дом губернского правления.
В конце XIX века были разобраны укрепления Рогатой крепости, и архитектор Ю. Я. Аренберг приступил к организации застройки нового городского центра, в котором спроектировал дом губернатора. В здание напротив резиденции губернатора, расширенное под руководством губернского архитектора Б. И. Аминова, переместились губернское правление и другие учреждения. С этого времени основные помещения дома по Скотопрогонной улице занимал ратгаузский суд (швед. Rådstuvurätt, фин. Raastuvanoikeus), состоявший из бургомистра юстиции (швед. Justitieborgmästare) и ратманов. По проекту Б. И. Аминова здание суда было дополнено с северо-западного торца пристройкой протяжённостью в два оконных проёма по главному фасаду. Новый симметричный боковой фасад оформлен треугольным фронтоном в стиле классицизма с объединёнными попарно пилястрами. Но на протяжённом главном фасаде сохранились характерные признаки средневековых построек: обширные плоскости глухих стен с арочными окнами складских помещений первого этажа. О долголетней истории здания свидетельствуют и сводчатые перекрытия первого этажа (перекрытия верхних этажей — балочные).
Вследствие советско-финских войн (1939—1944) деятельность Выборгского ратгаузского суда прекратилась, и в ходе послевоенного ремонта здание приспособлено под жилой дом. При этом из-за особенностей сложного рельефа городского участка первый этаж дома, построенного на склоне крутого скалистого холма, использован для жилья примерно на треть, второй — на две трети, и только третий — полностью. А подвальные помещения, которые со стороны двора находятся глубоко под землёй, образуют собой первый этаж со стороны Прогонной улицы. Они используются под коммерческие цели.

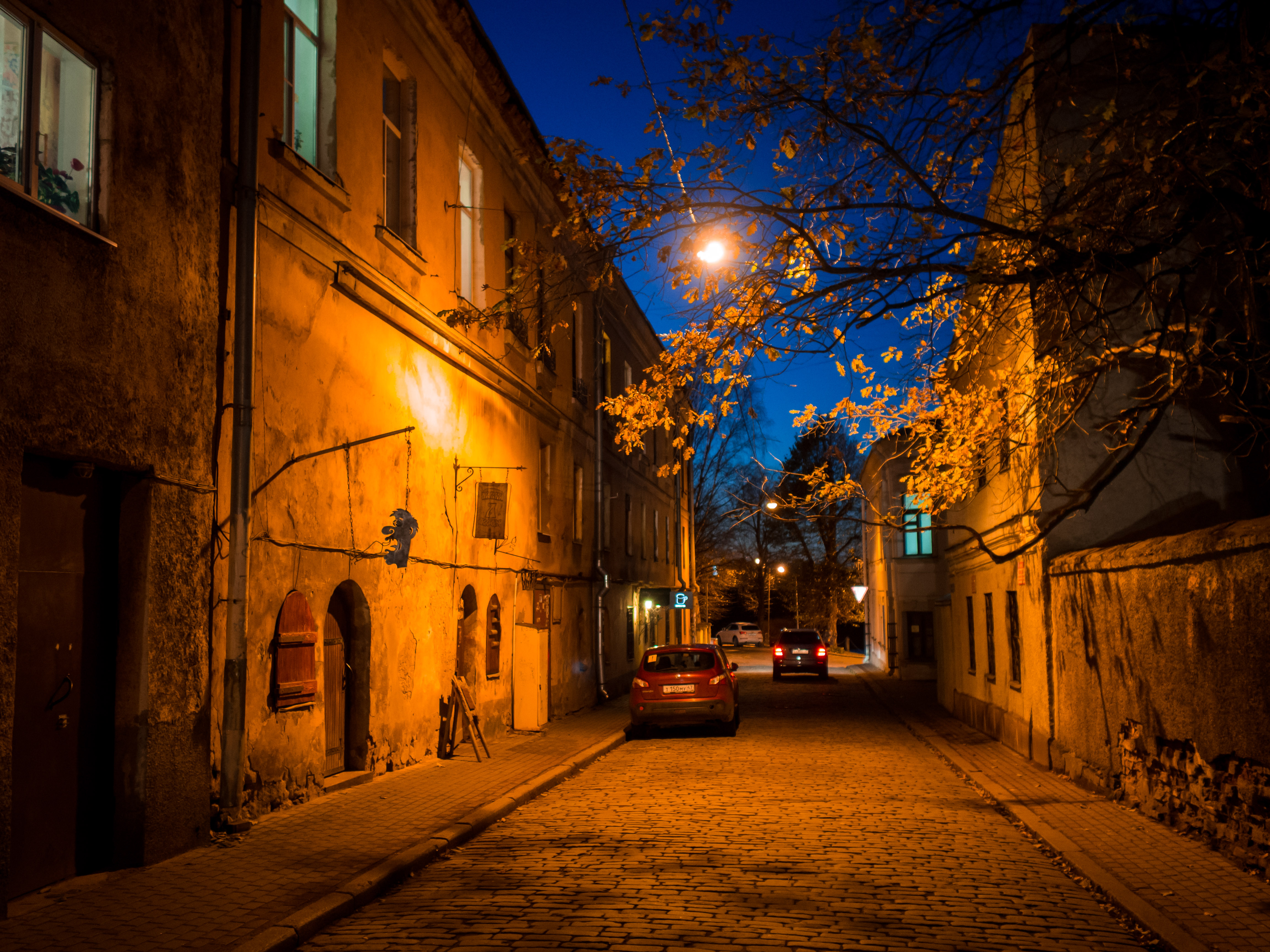
Слева — наиболее старая часть здания с глухой стеной и арочными окнами
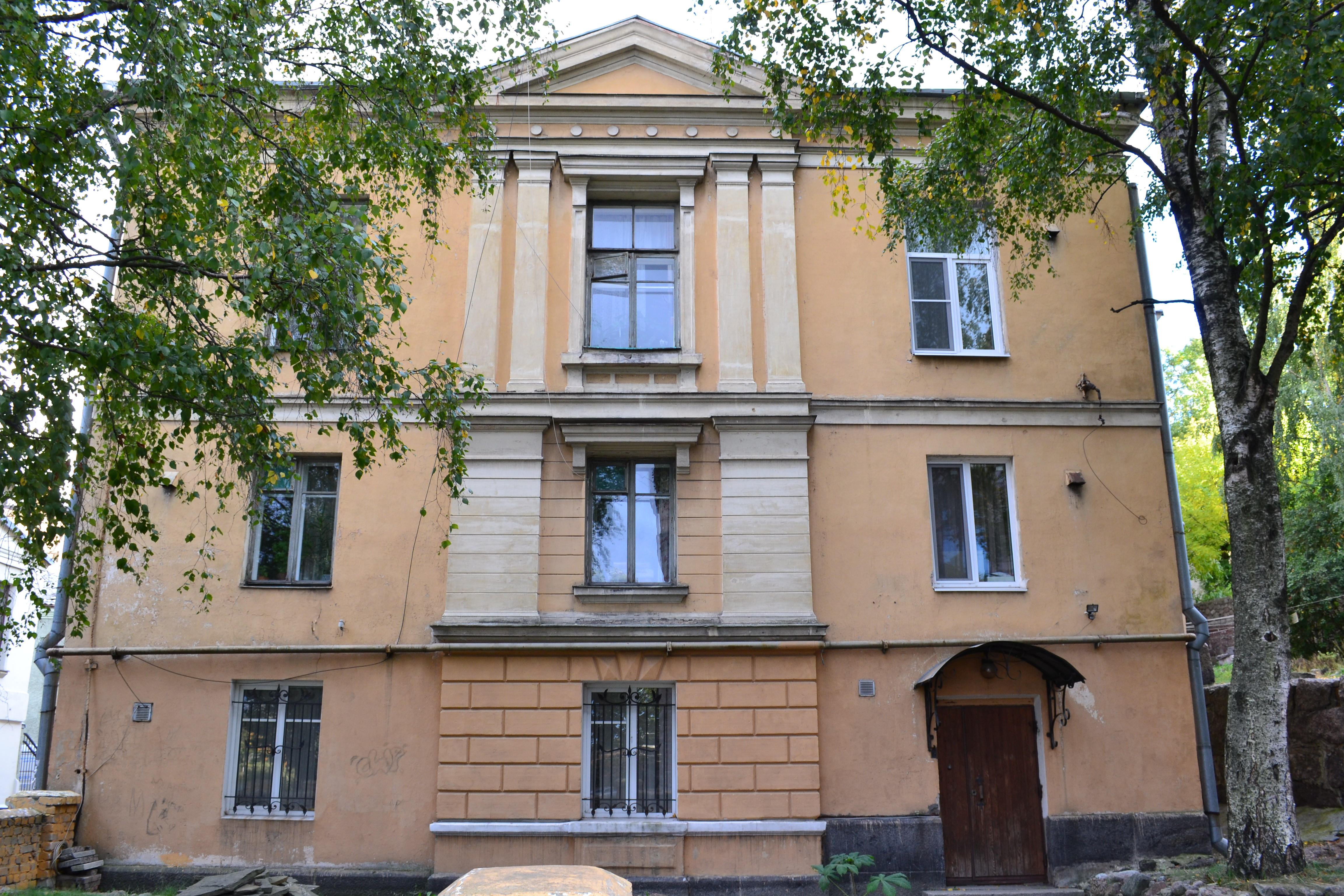
Боковой фасад
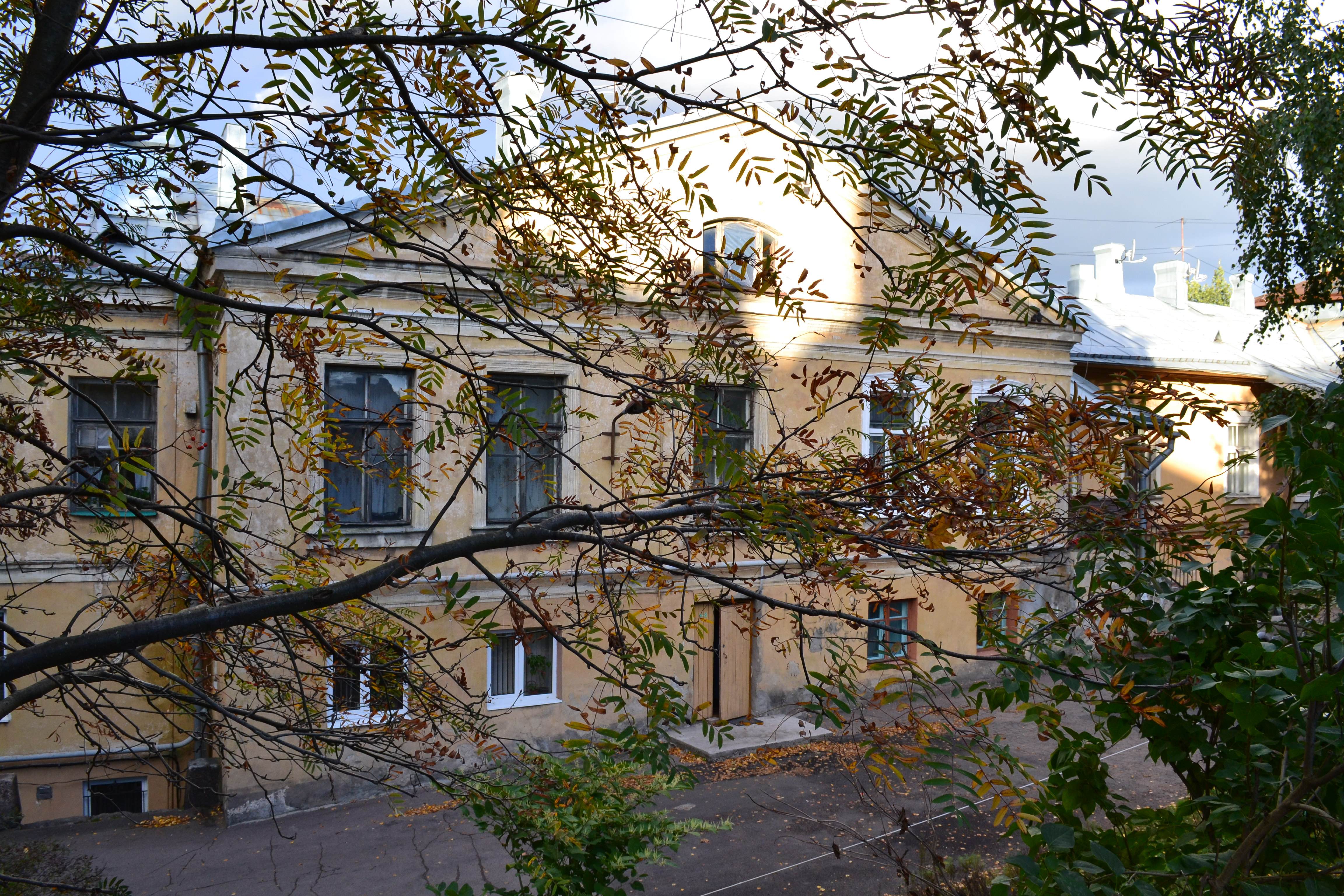
Вид со двора
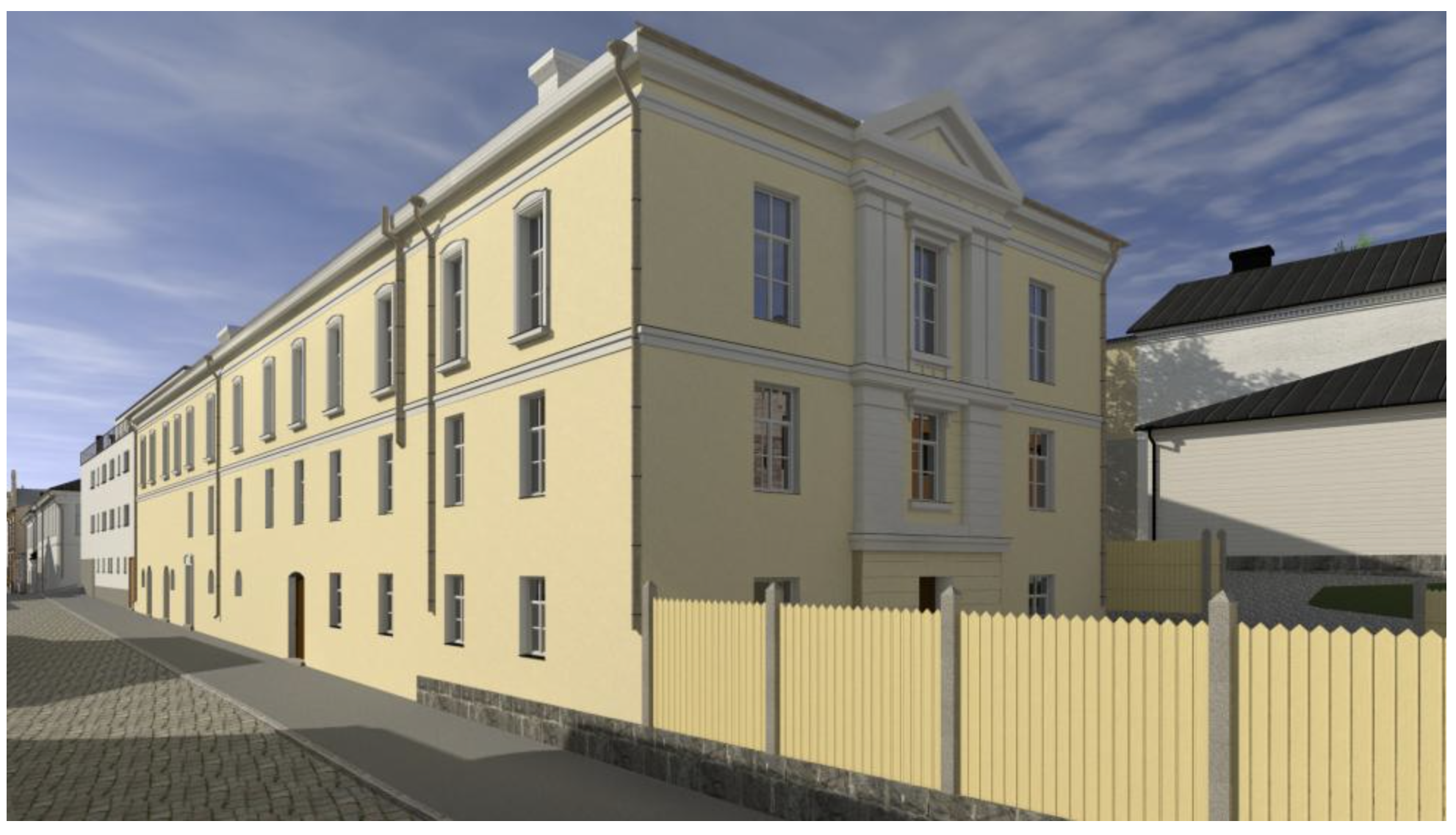
Реконструкция довоенного облика